# Sperrdifferential

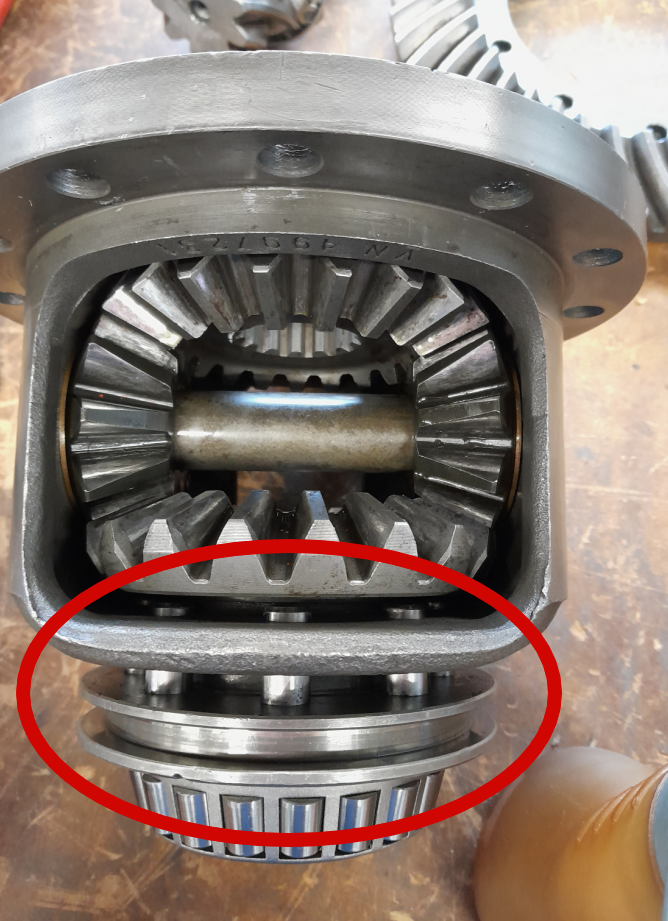
Differentialsperre an einem Differentialgetriebe von einem Traktor. Wird der Ring mit den Bolzen nach innen gedrückt, rasten sie in Bohrungen im Kegelrad ein. Dadurch wird das Differentialgetriebe gesperrt.

Ein Sperrdifferential  (oder Selbstsperrdifferentialgetriebe) ist ein bei Kraftfahrzeugen verwendetes Differentialgetriebe. Beim Durchdrehen eines Rades überträgt es das Drehmoment verstärkt zu dem anderen Rad, damit die Antriebskraft nicht durch die geringe Bodenhaftung des durchdrehenden Rades begrenzt wird.
Bereits in einem normalen Differential wirkt zwischen den beiden Radwellen ein geringes Reibmoment. Dieses ist aber meist nicht ausreichend, wenn eines der beiden Räder auf glatte Fahrbahn geraten ist und wenig Antriebskraft auf den Boden übertragen kann. Das andere Rad wird dann ausgleichend mit nahezu ebenso geringem Drehmoment angetrieben und kann zur Antriebskraft nicht so viel beitragen, wie seine Bodenhaftung erlauben würde. Für solche Fälle kann eine Differentialsperre verwendet werden, deren beide Radwellen durch Schalten von Hand starr aneinander gekoppelt werden können. Sie wird überwiegend in Nutzfahrzeugen verwendet und wird nur temporär benutzt, wenn schwieriges Gelände oder Acker zu befahren ist. Der Nachteil ist, dass beide Antriebsräder genau gleich schnell drehen, was eine Kurvenfahrt erschwert.
Das in PKW häufig eingebaute Selbstsperrdifferential enthält in der Regel zusätzlich eine lastunabhängige geringe Schwergängigkeit, um bei einseitiger Glätte ein etwas erhöhtes Drehmoment an das andere Rad zu übertragen. Diese Schwergängigkeit ist konstant und immer wirkend, was beim Kurvenfahren schwach untersteuernd wirkt.

## Begriffe
- Ein Differential oder Differentialgetriebe ist ein Planetengetriebe mit der Standübersetzung i0 = –1
- Ein offenes Differential  ist ein  Differentialgetriebe ohne Sperreinrichtung.
- Eine Differentialsperre ist ein Differentialgetriebe, dessen ausgleichende Funktion aus- und eingeschaltet werden kann. Die Sperrwirkung beträgt in gesperrtem Zustand 100 %[2]; d. h., die Räder sind starr gekoppelt, sie drehen immer mit gleicher Drehzahl.
- Ein Selbstsperrdifferential ist ein  Differentialgetriebe mit konstruktiv erhöhtem Reibungswiderstand. Dadurch ist die Ausgleichswirkung des Differentials eingeschränkt. Die Aufteilung des Drehmoments ist bei Geradeausfahrt auf homogener Fahrbahn 50 %: 50 %.
- Ein Achs- oder Querdifferential ist ein Differentialgetriebe zum Drehzahlausgleich zwischen den beiden Rädern einer angetriebenen Achse, es ist Teil des Achsgetriebes.
- Eine Längs-, Zentral- oder Mittensperre ist ein Differentialgetriebe zum Drehzahlausgleich zwischen zwei angetriebenen Achsen. Neben den üblichen Achsdifferentialen kommen hier auch Planetengetriebe zum Einsatz, die die Drehmomente zwischen den Achsen beispielsweise im Verhältnis 40 %: 60 % oder 33 %: 67 % (in Pkw üblicherweise als Verhältnis vordere:hintere Achse) aufteilen.

## Funktion
Die Aufgabe eines Sperrdifferentials ist, jedem Rad immer ein minimales Antriebsmoment zuzuführen und dennoch unterschiedliche Drehzahlen an beiden Rädern zuzulassen. Sie kann mit rein mechanischen Mitteln, beispielsweise mit Reibungskupplungen, gelöst werden. Alternative Lösungen beruhen auf mechanischer Reibung in Schrägverzahnungen (z. B. in Torsen-Ausgleichsgetrieben) oder zwischen Gleitsteinen und Kurvenscheiben oder beruhen auf Flüssigkeitsreibung in Viscosekupplungen. Weitere Prinzipien basieren auf einem Freilauf Beim No-Spin-Differential von EATON sind beide Antriebsachsen zu den Rädern mit je einer Klauenkupplung fest mit dem mittleren Antriebsteil und untereinander fest verbunden. Bei Kurvenfahrt läuft das äußere Rad schneller, wodurch die äußere Kupplung geöffnet und  das Rad wie von einem Freilauf frei gegeben schneller als das innere dreht.

### Festwertsperre
Die Festwertsperre ist eine Differentialsperre, die die beiden Räder nicht fest aneinander koppelt, sondern sie sich mit konstanter, lastunabhängiger Schwergängigkeit gegeneinander drehen lässt. Bei dieser einfachsten mechanischen Lösung werden die beiden Abtriebswellen durch eine Reibungskupplung mit dem Differentialkorb verbunden. Die i. d. R. mit Federn erzeugte Anpresskraft ist konstant. Wenn die Räder unterschiedlich schnell drehen, etwa wenn eines durchdrehen sollte, dann besteht eine konstante Drehmomentdifferenz zwischen den beiden Rädern, wobei das langsamere mehr Drehmoment erhält. Durch diese Momentdifferenz wird jedoch die Kurvenfahrt mehr oder weniger behindert.

### Lastabhängige Selbstsperrdifferentiale
Die Sperrwirkung  wird beispielsweise von Reibungskupplungen, deren Anpresskraft der Last (repräsentiert durch das ins Getriebe eingehende Drehmoment) proportional ist, automatisch erzeugt. Zu dieser Gruppe gehören auch die Torsen-Sperrdifferentiale.
- In normalen Differentialen mit Kegelrädern wirken bereits die Reaktionskräfte aus der Verzahnung als Spreizkräfte, die mit dem Differentialkorb zu Reibungskräften und damit zur Sperrwirkung führen.
- Stärkere Anpresskräfte erhält man mit Druckringen, die vom mit dem Differentialkorb umlaufenden Differentialbolzen (Welle für die Planeten-Kegelräder) auseinandergedrückt werden. Der Bolzen gleitet auf in Umfangsrichtung schräge Flächen an den Druckringen auf und erzeugt dabei axiale Kräfte auf die Ringe, die mit Gegenflächen im Differentialkorb Reibungskupplungen bilden.[5] Verschieden stark sperrende Varianten lassen sich mit verändertem Schrägungswinkel der Kontaktflächen an den Druckringen herstellen.

Auf das Rad mit dem geringeren Schlupf, also das langsamer drehende, wird das x-fache des am anderen Rad wirksamen Antriebsmoments übertragen. Das Verhältnis x wird als TBR (Torque Bias Ratio, Wertebereich 1 … ∞, siehe unten) bezeichnet.
Damit das Rad auf festem Boden auch dann angetrieben wird, wenn das andere frei durchdreht (Antriebsmoment = 0), werden lastabhängige Sperrdifferentiale von der Traktionskontrolle des ESP unterstützt, wobei die Verstärkungswirkung des TBR gegenüber einem offenen Differential Vorteile beim Vortrieb bringt.

### Drehzahlabhängige Selbstsperrdifferentiale
Die Sperrwirkung ist von der Drehzahldifferenz zwischen den Rädern abhängig. Bei Viscokupplungen, die zum Selbstsperren von Ausgleichsgetrieben eingesetzt werden, entstehen Scherkräfte zwischen z. B. Kupplungslamellen und der Flüssigkeit (meistens Silikonöl), die im Getriebe bei Drehzahldifferenz zwischen den beiden angetriebenen Rädern eine Sperrwirkung durch innere Reibung erzeugen.

## Torque Bias Ratio, Sperrwert und Wirkungsgrad
Die Sperrwirkung wird mit den Größen Torque Bias Ratio TBR (siehe oben) und Sperrwert S quantifiziert. Beide sind Funktionen der Drehmomente MR (rechts) und  ML (links) an den beiden Rädern.
Torque Bias Ratio:
{\displaystyle TBR={\frac {{\text{größeres Moment }}(M_{L}{\text{ oder }}M_{R})}{{\text{kleineres Moment }}(M_{R}{\text{ oder }}M_{L})}}=1\ldots \infty } .
Sperrwert:
{\displaystyle S={\frac {|M_{L}-M_{R}|}{(M_{L}+M_{R})}}=0\,\ldots 1\,\qquad ({\text{oder: }}=0\,\%\ldots 100\,\%)} .
Umrechnungsformeln:
{\displaystyle TBR={\frac {1+S}{1-S}}\qquad S={\frac {TBR-1}{TBR+1}}} .
Der Sperrwert beschreibt den maximalen Unterschied der an die beiden Räder verteilten Drehmomente.
Häufig verwendete Werte für S sind 25 % bis 50 %. Bei 50 % bedeuten, dass das schnellere Rad mit 1/4, das langsamere mit 3/4 des Eingangsdrehmoments angetrieben wird (3/4 – 1/4 = 1/2  bzw. 50 %), dies entspricht einem TBR von 3 (3/4 ÷ 1/4 = 3).
Beim offenen Differential sind die Drehmomente rechts und links idealerweise  gleich:  MR = ML damit ergibt sich S=0 % und TBR=1.
Durch das auf die Reibungskupplungen wirkende Bremsmoment wird Antriebsleistung in Wärme umgewandelt, umso mehr, je größer die Drehzahlabweichung Δn  bezogen auf die mittlere Drehzahl n ist. Die Formel für den Wirkungsgrad η ist:
{\displaystyle \eta =1-S\cdot {\frac {\Delta n}{n}}=1-S\cdot {\frac {W}{2R}}}
Δn = absolute Abweichung rechts und links von mittlerer Drehzahl
W = Spurweite
R = mittlerer Kurvenradius
Beispiel: S = 0,5; W = 1,5 m; R=10 m;  η=0,955 (95,5 %)

## Abgrenzung zur Antriebsschlupfregelung
Sperrdifferentiale sind nicht mit Antriebsschlupfregelungen zu verwechseln, die ihrerseits als „Traction Control“, „Traktionskontrolle“ oder unter herstellerspezifischen Bezeichnungen wie ASC oder ASR bekannt sind.
Die Antriebsschlupfregelung ist inzwischen als reine Softwarefunktion des Elektronischen Stabilitätsprogrammes (ESP) in fast jedem Fahrzeug vorhanden. Das ESP ahmt dabei teilweise den Effekt des Sperrdifferentials nach.
Da jedoch das ESP nur bremsen kann, wird je nach Anwendungsfall bis zu 50 % (einachsiger Antrieb mit einem Rad auf völlig glatter Fahrbahn) der Motorleistung weggebremst. Damit bietet das ESP zwar eine kostengünstige Hilfe in Notfällen, aber es erreicht bei weitem nicht die Performance von Sperrdifferentialen, und ist insbesondere für schweres Gelände und im sportlichen Einsatz ungeeignet.
In der Kombination von Antriebsschlupfregelungen profitieren beide Systeme voneinander, allerdings erfordert das ESP bei einem stabilisierenden Eingriff die Verwendung von drehmomentfühlenden Sperrdifferentialen. Sperrdifferentiale, deren Sperrwirkung von der Differenzdrehzahl abhängt, koppeln die Räder einer Achse auch dann, wenn kein Antriebsmoment anliegt, was die Einzelrad-Regelung des ESP behindert.

## Nachteile einfacher (mechanischer) Sperrdifferentiale
Einfache Sperrdifferentiale reagieren auf unterschiedliche Drehzahlen und Drehmomente ohne Rücksicht auf die Ursachen. In manchen Situationen ergeben sich deshalb Nachteile:
- Viele Bauarten (insbesondere Varianten mit Reibscheiben) unterliegen mechanischem Verschleiß, sodass die Sperrwirkung mit zunehmender Laufleistung des Fahrzeugs abnehmen kann.
- Bei einigen Bauarten ist eine Trennkupplung oder Freilauf erforderlich, um es mit einem Antiblockiersystem (ABS) oder ESP kompatibel zu machen, weil ansonsten die Rückwirkung zwischen einzelnen Rädern die Regelung erschwert oder unmöglich macht.
- Sperren reagieren empfindlich auf Bereifung mit unterschiedlichem Abrollumfang (zum Beispiel durch unterschiedlichen Luftdruck, verschiedene Profiltiefe), weil sie zu Differenzdrehzahlen führen und erhöhten Verschleiß zur Folge haben. So ist die Fahrgeschwindigkeit und Fahrstrecke mit Noträdern eingeschränkt.
- Bei Kurvenfahrt unterhalb des Grenzbereiches (Alltagsbetrieb) können sie zu einem verstärkten Untersteuern führen, weil hier der erforderliche Drehzahlausgleich bei Kurvenfahrt behindert wird.

Bei offenen Achsdifferentialen übertragen beide Räder gleich viel Drehmoment, dadurch entsteht kein Giermoment um die Hochachse des Fahrzeugs. Bei Sperrdifferentialen kann es auch zu einer asymmetrischen Aufteilung der Achsantriebskraft kommen. Es entsteht ein Giermoment, das der Fahrer gegebenenfalls mit Gegenlenken kompensieren muss. Dadurch ergeben sich weitere nachteilige Effekte:
- Bei einem Vorderachssperrdifferential kann der Zugkraftunterschied für den Fahrer am Lenkrad spürbar werden. Aus Komfortgründen wird deshalb an der Vorderachse meist nur ein geringer Sperrwert gewählt.
- Bei Fahrzeugen mit Hinterachssperrdifferential kann einseitige Glätte zu einem Giermoment führen. Ohne Gegenlenken bewirkt das Giermoment ein Eindrehen des Fahrzeuges hin zur glatteren Fahrbahnseite.